# シャーロック・ホームズとワトソン博士
『シャーロック・ホームズとワトソン博士』（シャーロック・ホームズとワトソンはかせ）は、日本の歌。作詞：柴田陽平、作曲：比呂公一、歌：谷啓。
1975年12月 - 1976年1月、NHKの『みんなのうた』で紹介された。

## 概要
アーサー・コナン・ドイルが生んだ世界的名探偵シャーロック・ホームズと、その相棒の医学博士ワトソンを題材にした歌。
ハナ肇とクレージーキャッツでこの番組に出たのは谷啓一人であり、谷啓自身、初めての「みんなのうた」出演であった。
アニメーションは福島治が制作した。
「フニクリ・フニクラ」「アヒルの行列」「福島治次」名義で制作、「福島治」名義で制作したのは初。
1977年8月 - 9月に再放送され、2013年8月 - 9月に「みんなのうたお楽しみ枠」再放送され、2018年12月21日・2019年1月18日に「みんなのうたリクエスト」再放送され、2022年1月に「調子をそろえてクリック・クリック・クリック」「ゆりかごのうた」と合わせて放送「ゆりかごのうた」のみフルコーラス、番組では視聴者からの思い出のナレーションが添えられた。
CD化はされていないが、1977年7月にキャニオンレコード（現：ポニーキャニオン）から発売されたLPレコード「NHKみんなのうたより ゴールデン・ベスト20」は、石岡ひろしのカバーで収録されている。

## 内容
1番の歌詞ではシャーロック・ホームズの登場と難事件解決の意気込みが、2番ではメモ魔（どんな些細な事ももらさず記録にとどめる）ワトソンと、ホームズによる事件の解決が、いずれも簡潔に表現されている。
1・2番とも、歌の間にセリフが加えられ、事件の内容と謎解きが説明されている。
この歌で取り上げられたシャーロック・ホームズ作品は『赤毛連盟』で、歌詞の間のセリフは「ズボンの泥と、地下の奇妙な物音」、「彼は銀行強盗をするためにトンネルを掘っていた」という意味の内容である。

## 参考資料
- みんなのうた缶[要文献特定詳細情報]